# Джекоб Епстайн
Джекоб Епстайн (Jacob Epstein; 10 листопада 1880 Нью-Йорк — 19 серпня 1959 Лондон) — англійський та американський скульптор і графік, один з піонерів скульптури стилю модерн.

## Життєпис
Народився в родині емігрантів єврейського походження з російської Польщі третім з п'яти дітей. Після навчання на курсах нью-йоркської Загальної студентської ліги в 1894—1902 роках він продовжує вивчати мистецтво в Парижі, в Академії Жуліана і в Національній школі вишуканих мистецтв. З 1905 року Епштейн живе у Великій Британії, і в 1910 отримує британське громадянство. Одружився з Маргарет Данлоп в 1906 році. У 1954 році скульптор, за видатний внесок у сучасне мистецтво, був посвячений у лицарі.
Похований на кладовищі Путні-Вейл.